# Antoine Diot
Antoine Diot (Bourg-en-Bresse, 17 de janeiro de 1989) é um basquetebolista profissional francês que atualmente joga na Liga ACB e Euroliga pelo Asvel.